# Высшее военно-морское училище имени Николы Вапцарова
Высшее военно-морское училище им. Николы Вапцарова (болг. Висше Военноморско Училище "Никола Йонков Вапцаров", ВВМУ) — высшее военно-морское учебное заведение, расположенное в городе Варна, Болгария. Его выпускники служат в Военно-морском и гражданском флотах Болгарии, а также работают в качестве высококвалифицированных специалистов в области морской промышленности.

## История
Высшее военно-морское училище им. Николы Вапцарова — старейшее техническое учебное заведение Болгарии. История и современное состояние училища свидетельствуют, что оно является наиболее престижным болгарским центром подготовки морских специалистов.
Предшественниками современных факультетов, кафедр, отделов и профессиональных колледжей, составляющих современное Высшее военно-морское училище им. Николы Вапцарова, являлись несколько независимых образовательных структур конца XIX века, руководимых с 1912 г. «Учебной частью» («Морской учебной частью»).

### Первые десятилетия
Начало болгарскому морскому образованию было положено Циркуляром № 7 от 16 января 1881 г. Военного ведомства Княжества Болгарии. В этом документе объявлялось, что в городе Русе, с 9 января 1881 г., открывается «Морское училище».
Инициатором формирования училища стал капитан-лейтенант Российского флота Александр Егорович Конкевич, заведующий «Флотилией и морской частью» (такое официальное название имел Военно-морской флот Болгарии в XIX веке).

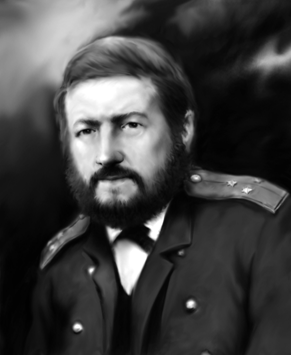
Капитан-лейтенант Александр Конкевич, первый командующий болгарским флотом и основатель военно-морского училища

Первым начальником Морского училища также стал русский офицер, подпоручик корпуса инженер-механиков флота Павел Алексеевич Машнин, который оставался в этой должности до марта 1882 г.

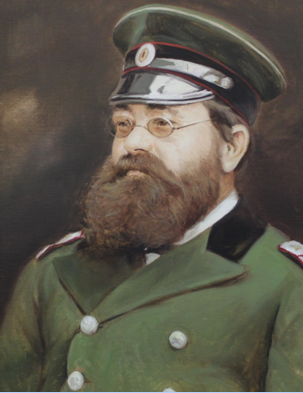
Первый начальник Морского училища подпоручик Павел Машнин.

Морскому училищу была поставлена задача подготовки машинистов и кочегаров для княжеской флотилии. Все преподаватели были русскими офицерами и все предметы до 1885 г. преподавались только на русском языке. После 1883 г. училище стало именоваться (в разных документах) «Машинной школой», «Технической школой», «Механическим классом», но это не меняло его статус: оно успешно продолжало обучать техников для Флотилии и морской части. В 1885 г. воспитанники училища участвовали в Сербско-болгарской войне, двое из них были награждены медалями.

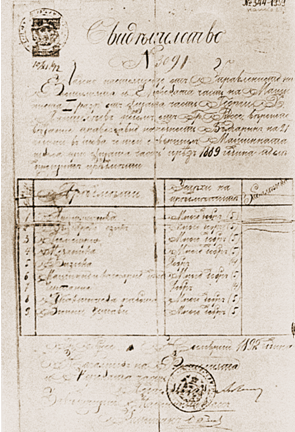
Диплом воспитанника Хаджипанова, 1892 г. Старейший из сохранившихся дипломов училища.

В 1892 г. училище было реорганизовано и переименовано в «Морскую унтер-офицерскую школу», которая обучала боцманов, рулевых, артиллеристов, минеров и машинистов. В том же году было выдано первое «Свидетельство» об окончании училища, которое сохранилось до наших дней.
В 1893 г. в городе Русе, при Флотилии и морской части был основан «Временный курс по военно-морским наукам», который явился прообразом современного навигационного факультета ВВМУ. На нём обучались сухопутные офицеры с целью получения военно-морской квалификации. В 1914 г. он получил наименование «Курс по подготовке офицеров».
В 1900 г. «Морскую унтер-офицерскую школу» возглавил болгарский офицер, лейтенант Тодор Соларов, воспитанник российского училища флотских инженеров — Кронштадтского «Технического училища морского ведомства». Тогда же школа была перемещена в Варну и получила новое название: «Машинное училище Флота». С 1904 г. оно давало уже среднее образование, став первым средним техническим учебным заведением в истории Болгарии. В 1910 г. в Варне было построено специальное здание для училища.
Воспитанники училища участвовали в Первой и Второй балканских войнах (1912—1913 гг.), а также в Первой мировой войне (с 1915 по 1918 гг.). Им выпала честь освоения нового минного оружия, гидросамолетов и первой болгарской подводной лодки.
Слушателям первого послевоенного выпуска «Курса по подготовке офицеров», сделанного в 1920 гг., впервые выдали свидетельства о высшем военно-морском образовании по полной программе дореволюционного русского Морского корпуса (С.-Петербург).

### Морское машинное училище
Судьба Машинного училища весьма тесно связана с болгарским Флотом. При этом обычно, когда Флот менял свое название, менялось и название училища. С 1900 г. «Флотилия и морская часть» стала называться «Флотом», а с 1906 г., когда князь Фердинанд взял над ним шефство — «Флотом Его Царского Высочества». В 1908 г., с провозглашением Болгарией независимости от Османской империи, флот стал именоваться «Флотом Его Величества». Весной 1921 г., по условиям мирного договора, Болгарии запретили иметь военно-морской флот, и он был расформирован. Вместо него организована «Морская полицейская служба».

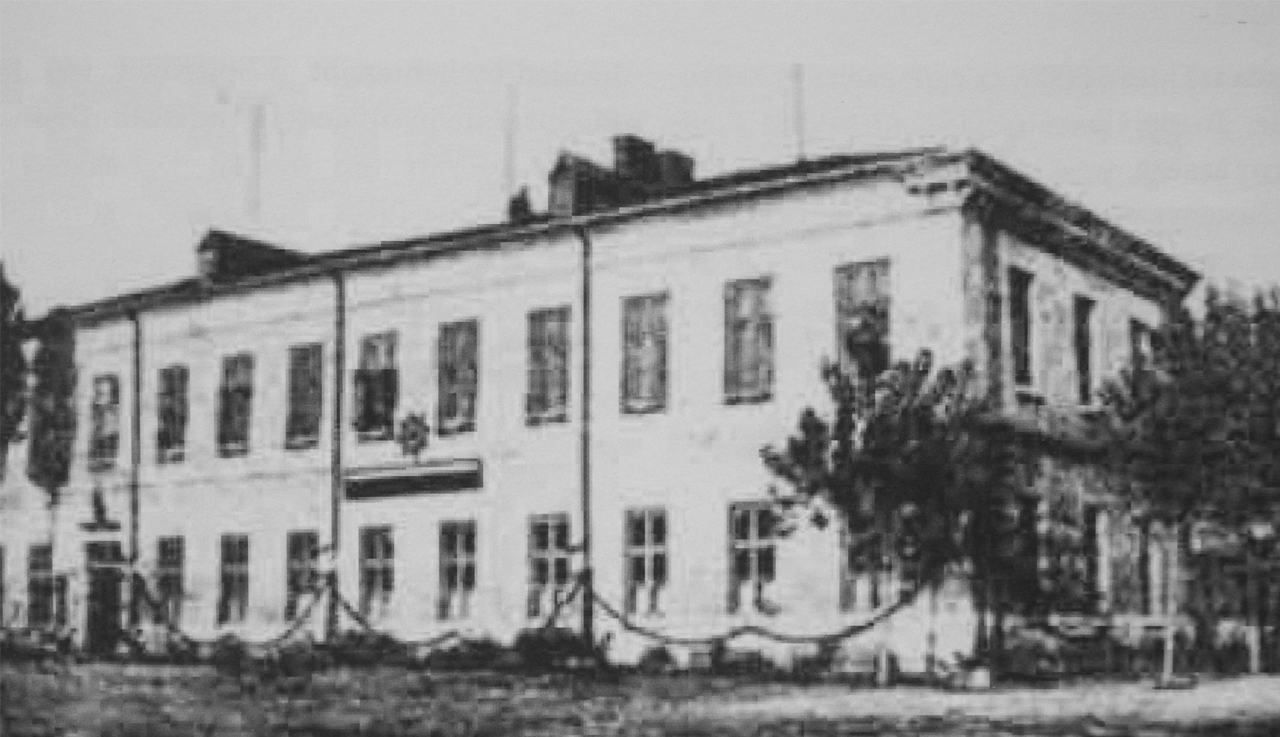
Унтер-офицерская морская школа в г. Русе

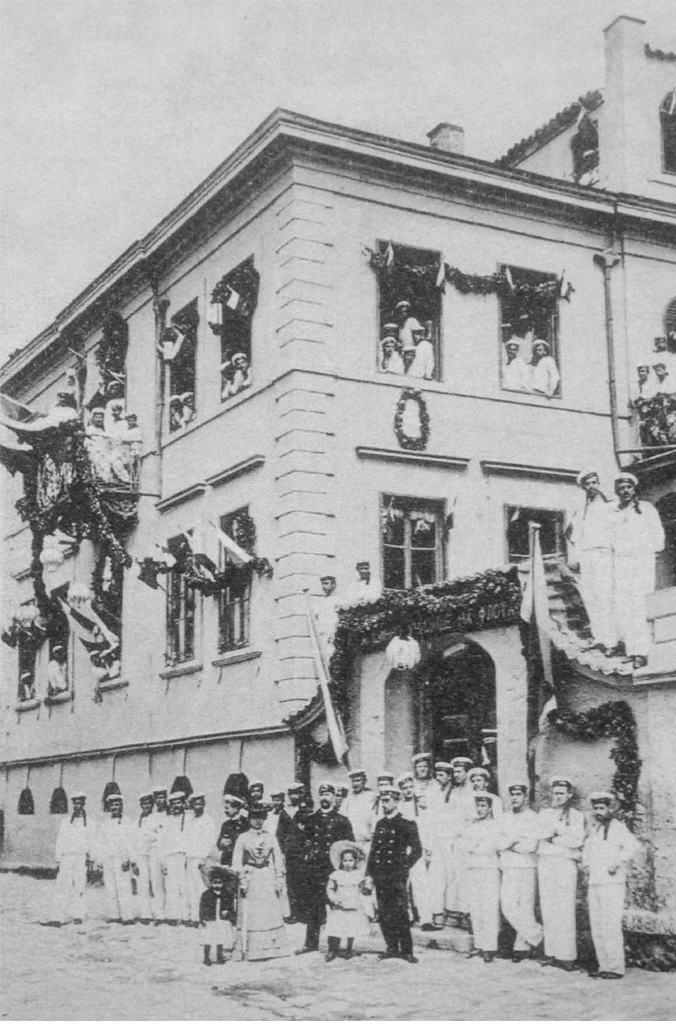
Машинное училище Флота Его Величества, 1913—1916

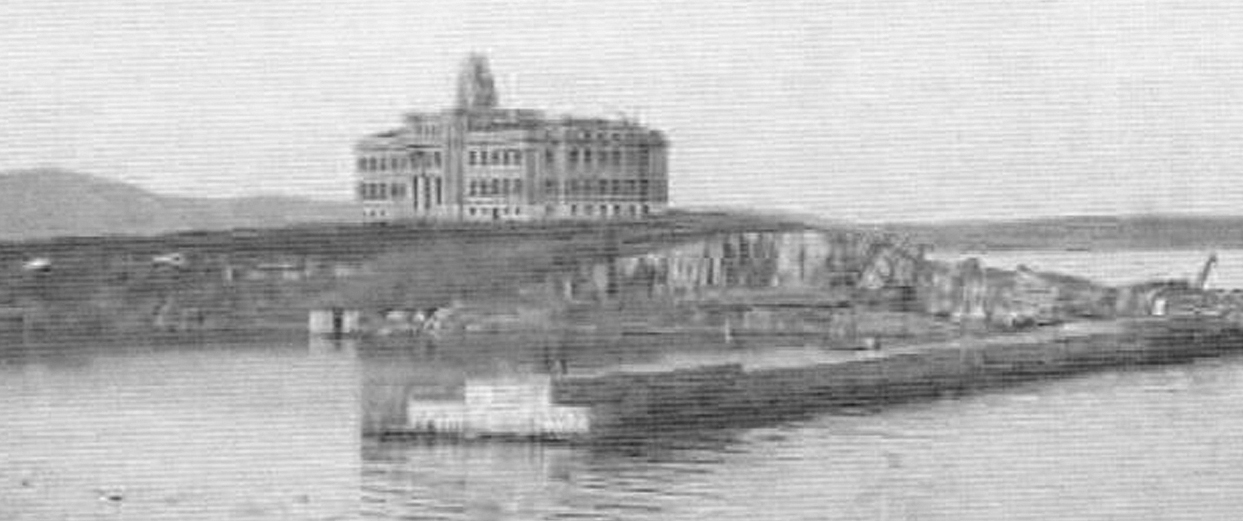
Морское училище в г. Созополь

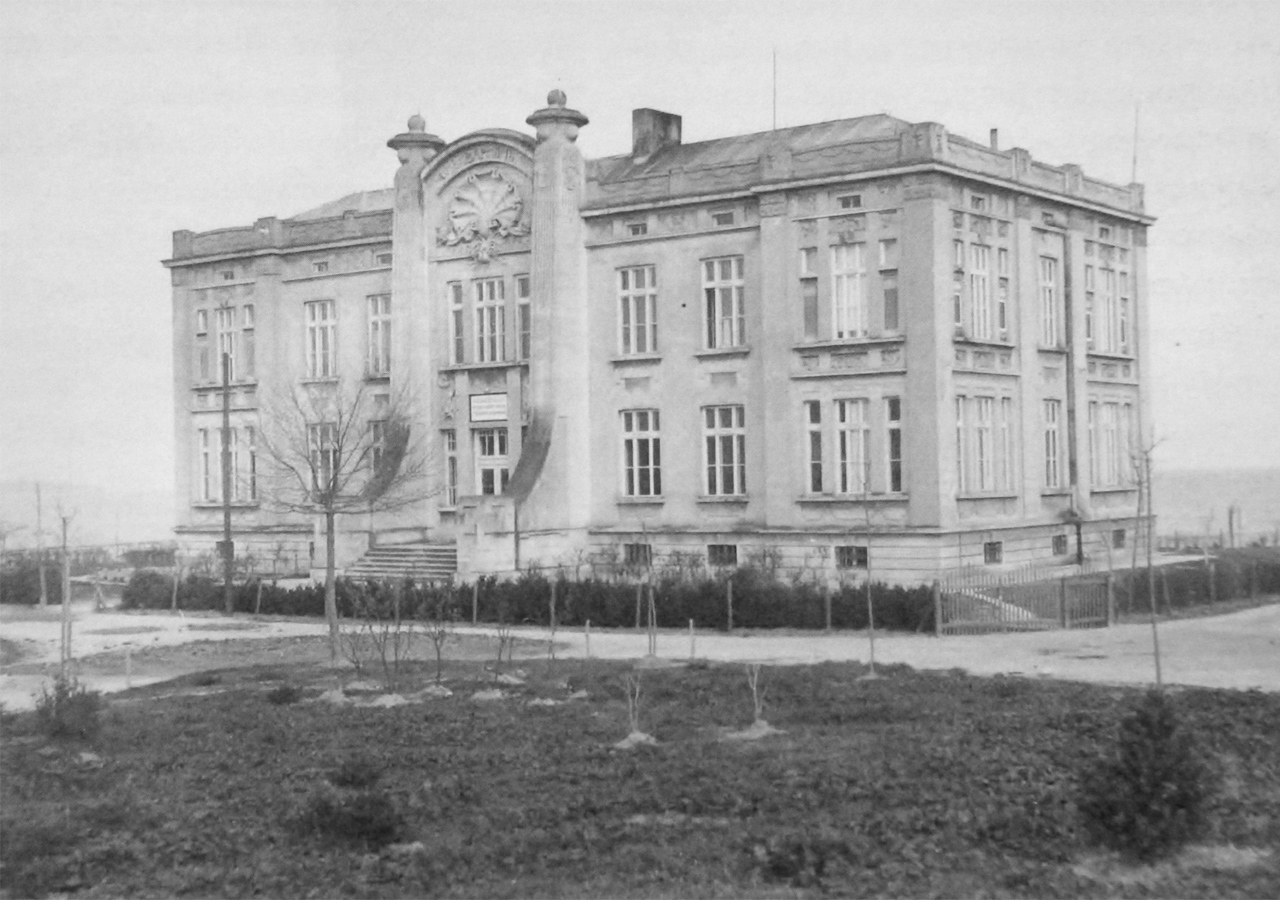
Здание Аквариума в Варне, где размещалось Морское училище в 1918—1922

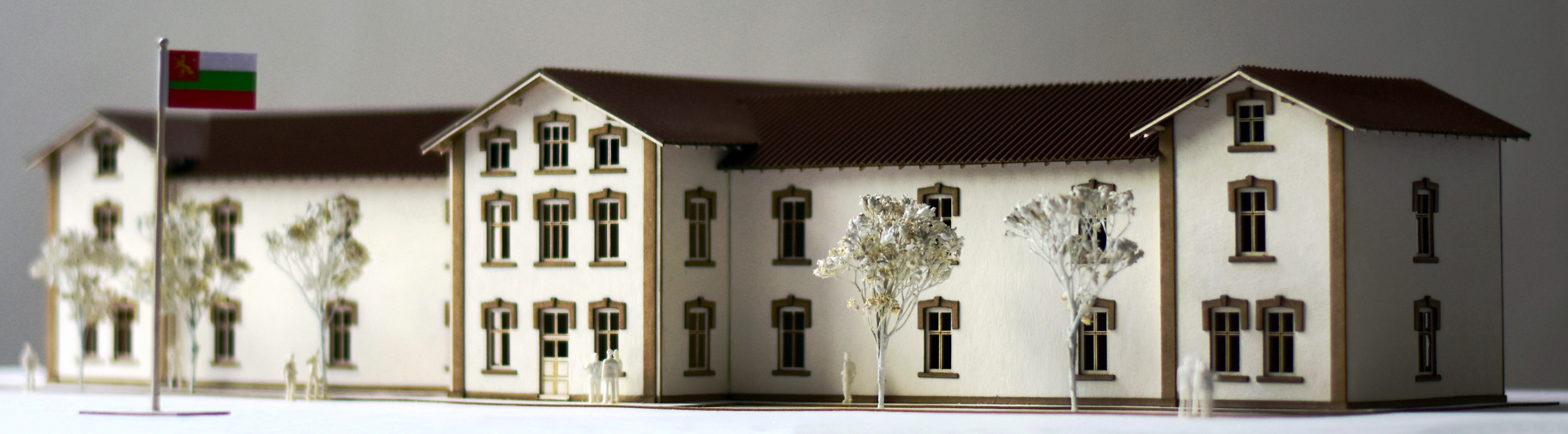

«Машинное училище Флота» было подчинено Министерству промышленности и труда, но сохранило военный характер своей подготовки и стало называться «Морским машинным училищем». С 1934 по 1940 гг. училище функционировало в городе Созополь, но затем опять возвращено в Варну.
В 1937 г. Болгария вновь обрела право официально иметь военный флот. В 1941 г. он стал называться «Морские Его Величества войска».
С 1942 г. царским указом «Морское машинное училище» получило статус высшего специального морского училища и стало называться «Военно-морским Его Величества училищем». В 1943 г. в нём сформирован «Морской отдел Школы запасных офицеров», который обучал запасных офицеров «Морских войск» Болгарии.

### Период после Второй мировой войны

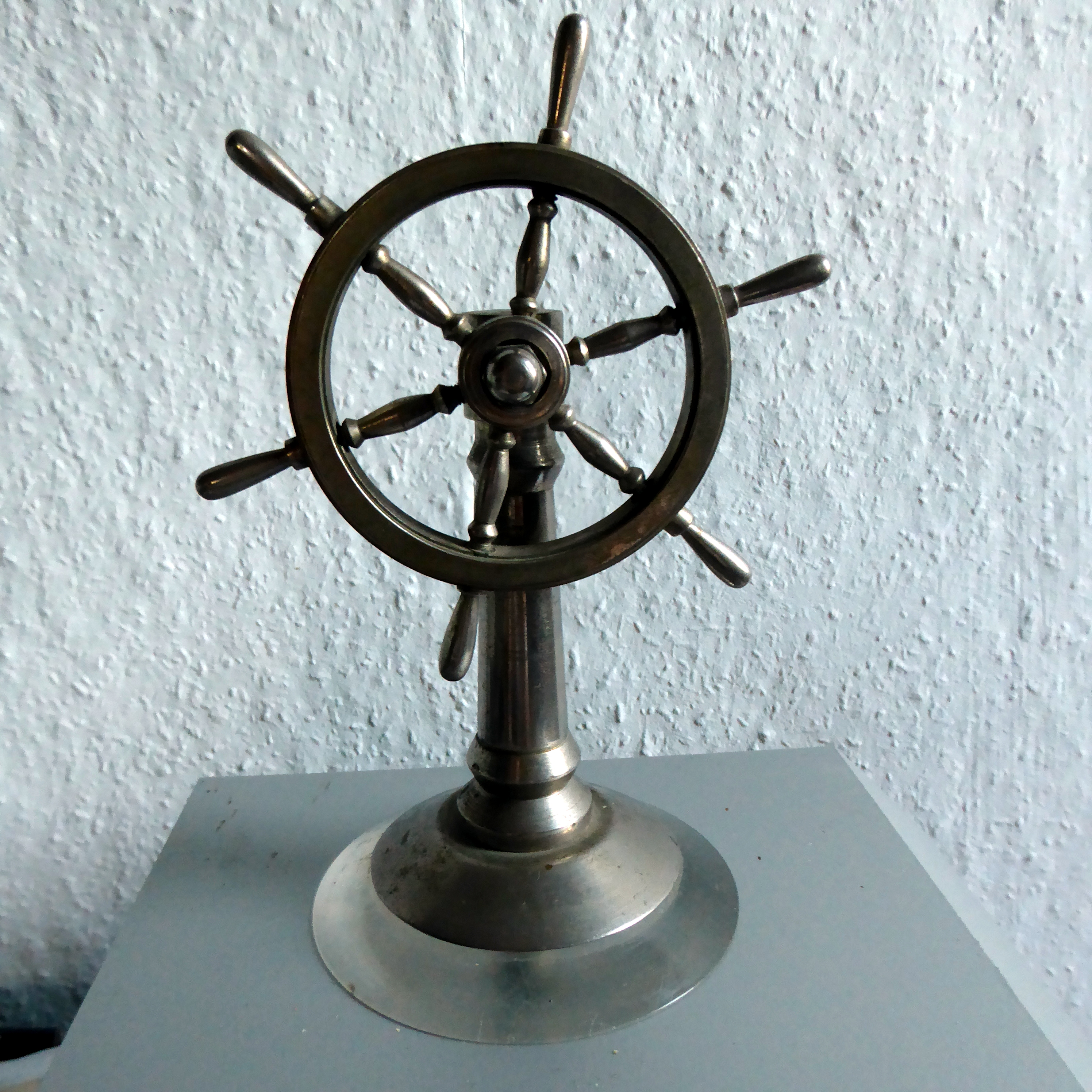
Приз за достижения в рамках Движения технического и научного творчества флотской молодежи (ТНТФМ), IX-го года (1977), инженеру Атанасу Точкову.

С 1946 г. учебное заведение называлось «Народным военно-морским училищем», а в 1949 г. получило имя Николы Вацпарова — воспитанника училища (1926—1932 гг.), поэта-антифашиста, расстрелянного в 1942 г.
С 1953 г. училище приступило к обучению иностранцев. Первые иностранные курсанты были стипендиатами из Албании и Чехословакии. До 1994 г. в ВВМУ диплом о высшем образовании получил в общей сложности 141 иностранец.

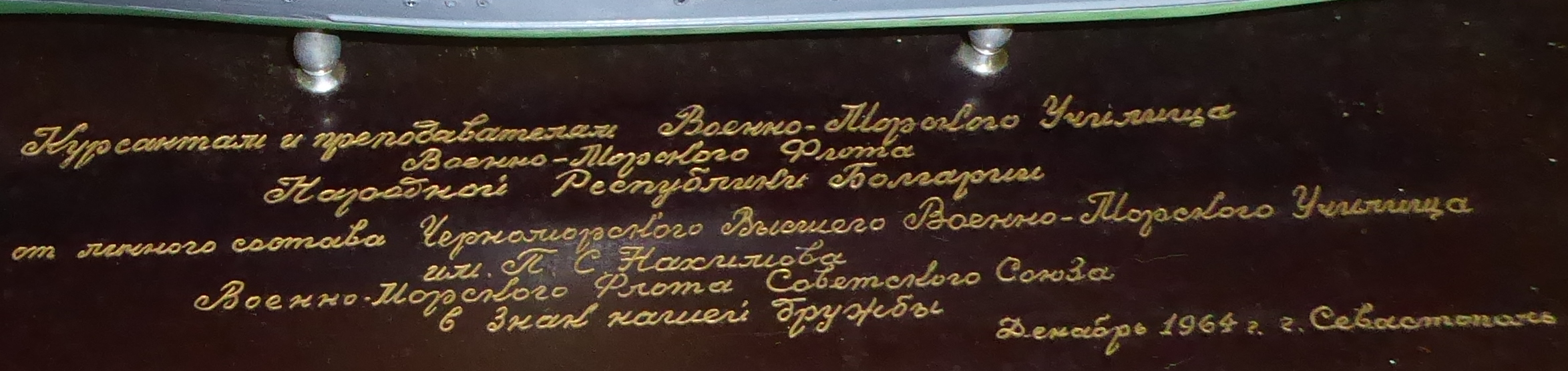
Посвящение от Нахимовского военно-морского училища: "Курсантам и преподавателям Военно-Морского Училища Военно-Морского Флота Народной Республики Болгарии от личного состава Черноморского Высшего Военно-Морского Училища имени П. С. Нахимова Военно-Морского Флота Советского Союза в знак нашей дружбы. Декабрь 1964 г. Севастополь."

В 1954 г. училище переместилось в новый, специально выстроенный комплекс зданий на ул. Васил Друмев 73, где располагается и сегодня.
С 1991 г. учебное заведение получило свое современное название: «Высшее военно-морское училище им. Николы Вапцарова».
В 2016 г. особо торжественно было отмечено 135-летие училища.
11 октября 2019 г. отмечалось 60-летие начала обучения по специальности «кораблестроение». Первый учебный план для новой специализации был разработан ст. лейтенантом Неделчо Великовым, окончившим Военно-морское инженерное училище в Ленинграде. Подготовка специалистов данной квалификации велась с 1959 по 1967 гг.

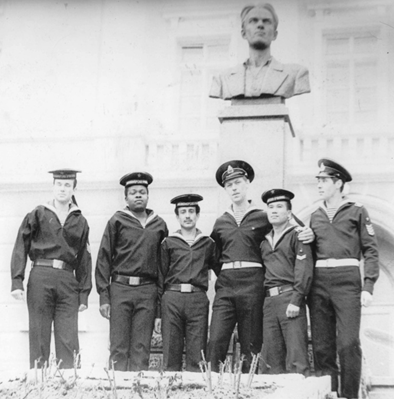
Иностранные курсанты перед памятником Н.Вапцарову, ок. 1986

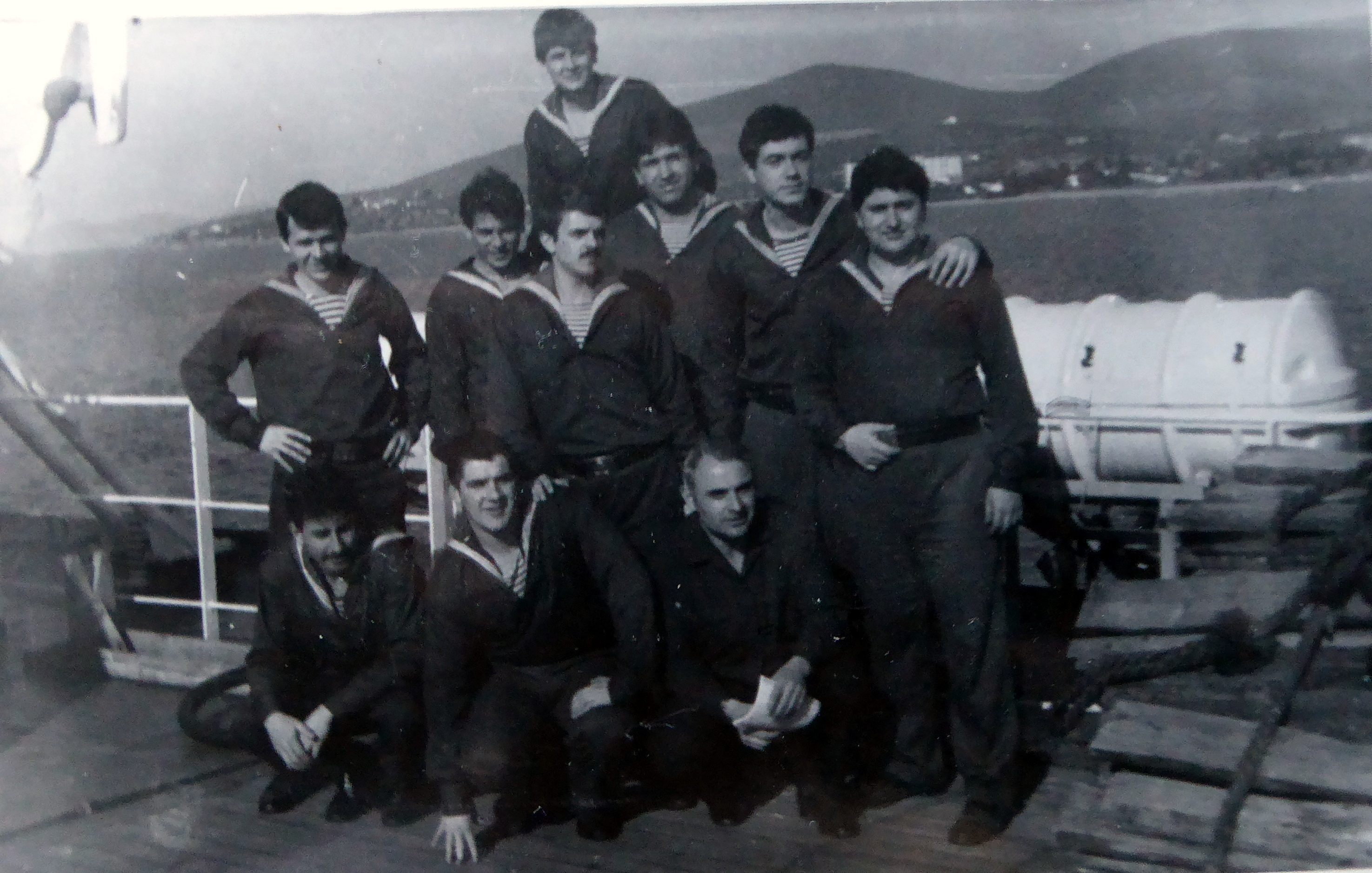
Руководитель практики А. Точков с курсантами на учебном корабле, пролив Босфор

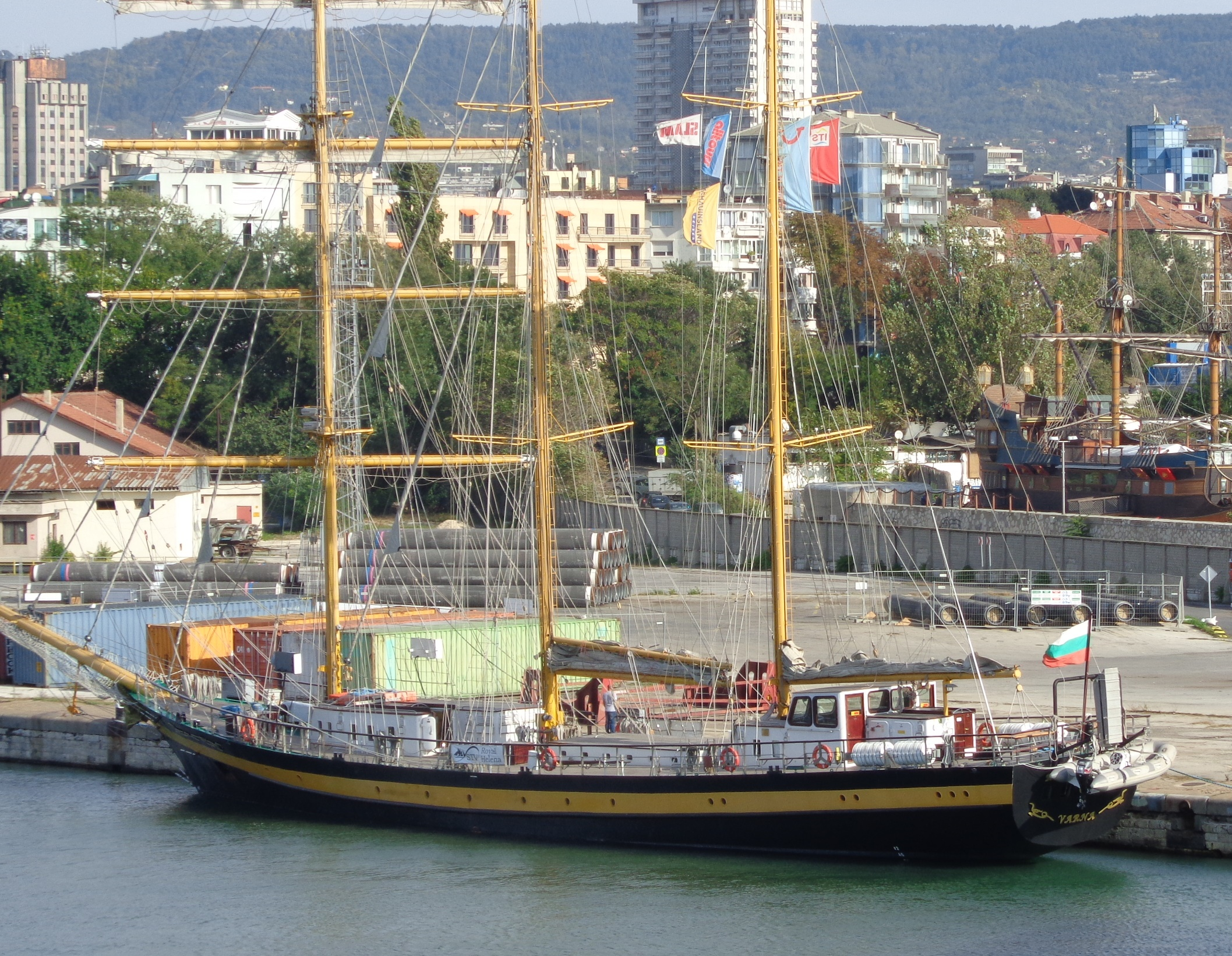
Учебное парусное судно Калиакра

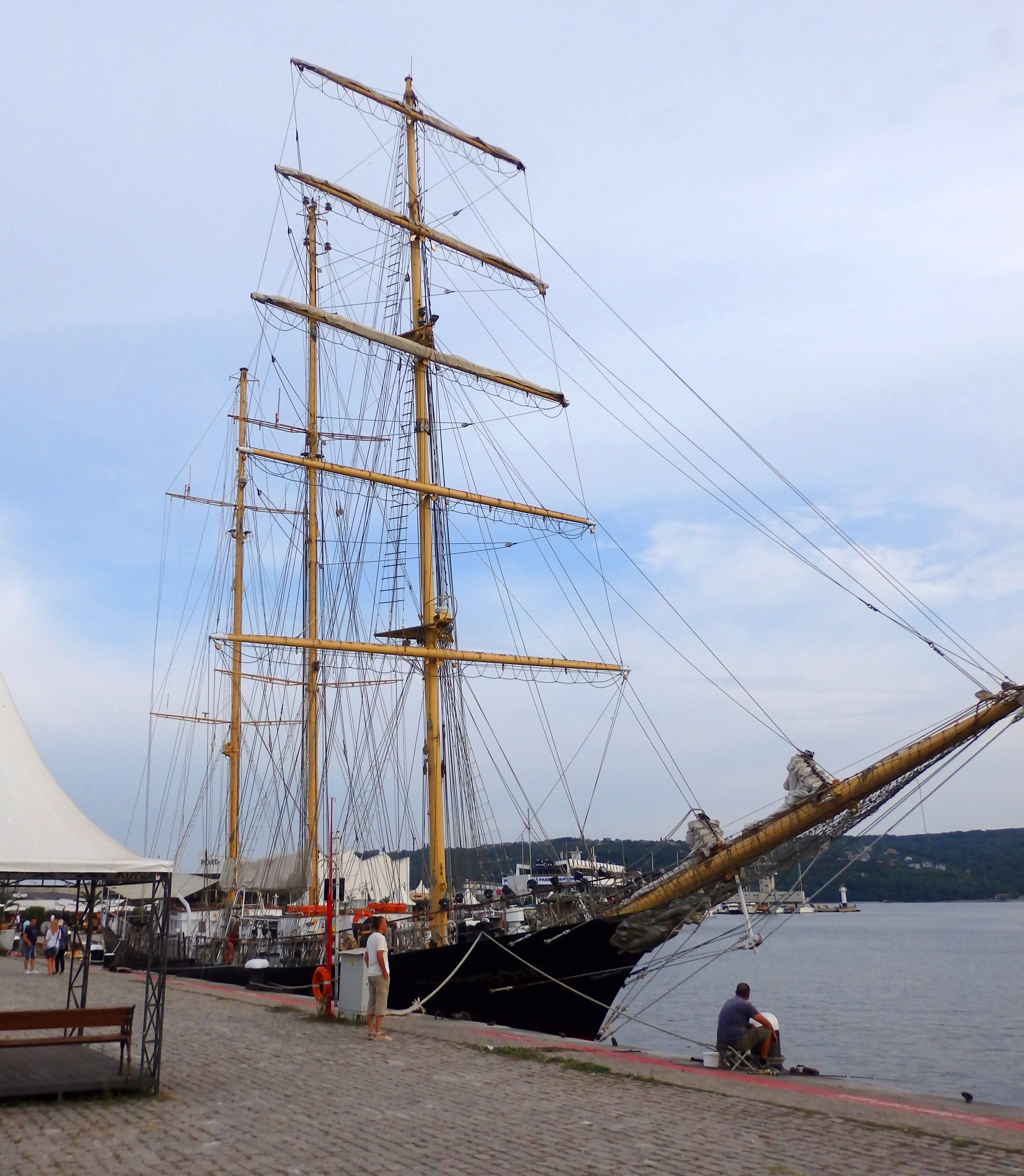
Учебное парусное судно Калиакра

## Современная структура
Современное училище состоит из «Навигационного» и «Инженерного» факультетов, «Департамента повышения квалификации» и «Профессионального старшинского колледжа» .
В училище проводится обучение по следующим специальностям (названия специальностей приведены в болгарском варианте):
Для Военно-морских сил:
1. Кораблевождение для ВМС
2. Корабельные машины и механизмы для ВМС
3. Военно-морские коммуникационные и радиотехнические системы

Срок обучения — 5 лет. Успешно окончившие курс получают две образовательно-квалификационные степени «бакалавр» (по военной и гражданской специальности).
Для гражданской морской индустрии:
1. Кораблевождение
2. Корабельная радиоэлектроника
3. Корабельные машины и механизмы
4. Электрообеспечение корабля
5. Технология судоремонта
6. Эксплуатация флота и портов
7. Океанское инженерство
8. Речное судоходство
9. Менеджмент водного транспорта
10. Информационные и коммуникационные технологии в морской индустрии

Срок обучения — 4 года. Успешно окончившие курс получают образовательно-квалификационную степень «бакалавр».

## Наименования
- Морское училище (с 9 января 1881 г.)
- Машинная школа
- Техническая школа
- Морская унтер-офицерская школа при Флотилии и морской части (1892—1900)
- Машинное училище флота (1900—1904), г. Варна
- Машинное училище флота с правами среднего-технического учебного заведения (1904—1917)
- Машинное морское училище (1917—1920)
- Морское машинное училище (1920—1929)
- Морское училище (1929—1942)
- Военно-морское Его Величества училище (1942—1945)
- Военно-морское народное училище Морских войск (1945—1946)
- Народное военно-морское училище (1946—1949)
- Народное военно-морское училище «Н. Й. Вапцарова» (1949—1956)
- Высшее народное военно-морское училище «Н. Й. Вапцарова» (1956—1991)
- Высшее военно-морское училище «Н. Й. Вапцарова» (с 1991)

## Начальники

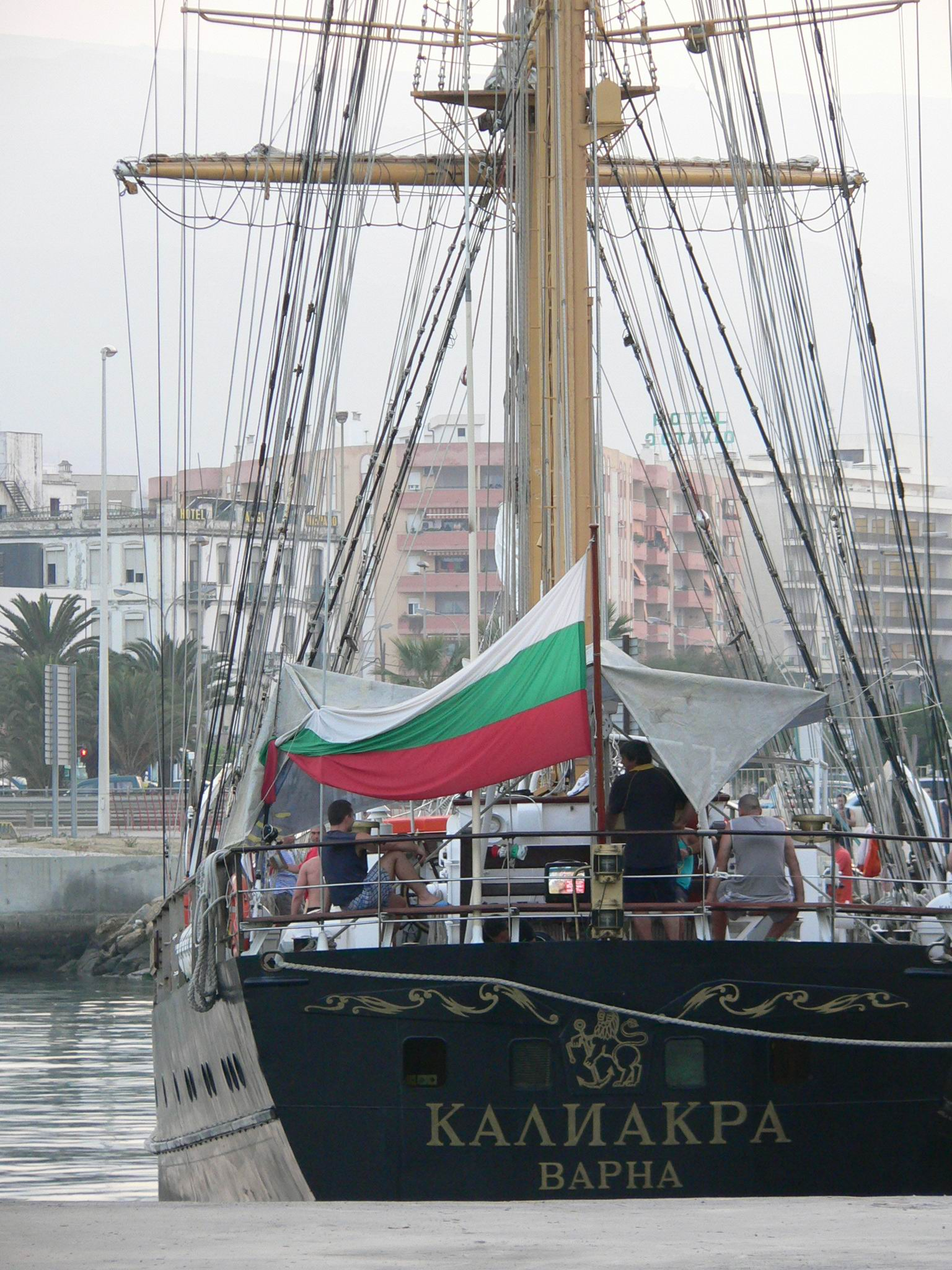
Учебное судно Калиакра в Алхесирасе, Испания

Начальники (звания и даты занятия должности):
- 1 Инж.-механик подпоручик Павел Ал. Машнин 1881—1882 г.
- 2 Инж.-механик поручик Павел Мих. Изотов 1882—1884 г.
- 3 Инж.-механик капитан Павел Д. Кузьминский 1884—1885 г.
- 4 механик II разряда Алексей Теодоров Надейн — 1885 г.
- 5 Инж.-механик мичман I разряда Константин Р. Божков 1885—1886 и 1899—1900 г.
- 6 Мичман I разряда Владимир Вл. Луцкий — 1886 г.
- 7 Мичман I разряда Владимир П. Кисимов 1886—1888 г.
- 8 Капитан Методи Ст. Бойчев 1888—1895 г
- 9 Лейт. Станчо Д. Димитриев 1895 1896 г.
- 10 Мичман I разряда Стефан Х. Абаджиев 1896—1897 г.
- 11 Мичман I разряда Йордан Минков — 1897 г.
- 12 Мичман I разряда Никола Попов — 1898
- 13 Мичман I разряда Симеон М. Винаров 1898—1899 г.
- 14 Инж.-механик лейт. Тодор Соларов 1900—1906 г.
- 15 Кап. — лейт. Димитър Д. Добрев 1906—1908 г.
- 16 Кап. — лейт. Димитър Г. Ковачев 1908—1910 г.
- 17 Кап. — лейт. Иван Д. Ангелов 1910—1912 г.
- 18 Кап. II ранга Рашко Серафимов — 1913 г.
- 19 Кап. — лейт. Борис Попов 1913—1914 г.
- 20 Кап. — лейт. Георги А. Антонов 1914—1915 г.
- 21 Лейт. Кирил Г. Светогорски 1915—1919 г.
- 22 Кап. — лейт. Иван А. Михайлов 1919—1920 г., 1921—1924 г.
- 23 Лейт. Васил Г. Игнатов 1920—1921 г.
- 24 Лейт. Борис Станев — 1921 г.
- 25 Кап. — лейт. Георги Славянов 1924—1926 г.
- 26 Кап. — лейт. Петър И. Кашлакев 1926—1927 г.
- 27 Кап. II ранга Тодор В. Тодоров 1927—1928 г.
- 28 Кап. II ранга Сава Иванов 1928—1931 г.
- 29 Майор Бочо Н. Рачев 1931—1934 г.
- 30 Кап. — лейт. Петър Неделчев 1934—1935 г.
- 31 Кап. II ранга Тодор Д. Цицелков — 1935 г.
- 32 Кап. — лейт. Стефан Хранков — 1936 г.
- 33 Кап. — лейт. Павел Павлов — 1936 г.
- 34 Лейт. Станьо Вълков 1936—1937 г.
- 35 Кап. II ранга Стефан Т. Цанев 1937—1939 г., 1940 г., 1941—1944 г.
- 36 Кап. — лейт. Георги Г. Пецов 1939—1940 г.
- 37 Кап. II ранга Атанас Шалапатов 1944—1945 г.
- 38 Кап. I ранга Ангел И. Папазов 1945—1946 г., 1949—1955 г.
- 39 Кап. II ранга Васил Х. Кутевски 1946—1947 г.
- 40 Кап. II ранга Димитър Е. Минков — 1947 г.
- 41 Кап. II ранга Бранимир Орманов 1947—1948 г.
- 42 Кап. II ранга Стефан Николов 1948—1949 г.
- 43 Кап. I ранга Методи Д. Мутафов 1956—1959 г.
- 44 Контр-адмирал Дичо Узунов 1959—1972 г.
- 45 Контр-адмирал Чавдар Манолчев 1972—1975 г.
- 46 Кап. I ранга Петко Й. Халачев 1975—1976 г.
- 47 Кап. I ранга Емил Станчев 1976—1982 г.
- 48 Кап. I ранга Румен Попов 1982—1990 г.
- 49 Кап. I ранга Минчо Бакалов 1990—1996 г.
- 50 Кап. I ранга Михаил Д. Йонов 1996—1998 г., 2000—2001 г.
- 51 Кап. I ранга доц. д-р Иван Йорданов 1998—2000 г.
- 52 Кап. I ранга Станко Станков  2002 — 15.11.2007 г.
- 53 Кап. I ранга Димитър Ангелов 15.11.2007 — 26.05.2011 г.
- 54 Кап. I ранга проф. д.в.н. Боян Медникаров 27.05.2011 г.